# Чентобуки (Асколи Пичено)
Чентобуки (итал. Centobuchi) насеље је у Италији у округу Асколи Пичено, региону Марке.
Према процени из 2011. у насељу је живело 8384 становника. Насеље се налази на надморској висини од 13 м.